# آرواره‌ماهیان
آرواره‌ماهیان (نام علمی: Opistognathidae) نام یک تیره از راسته سوف‌ماهی‌سانان است.